# Alessandro Filippini

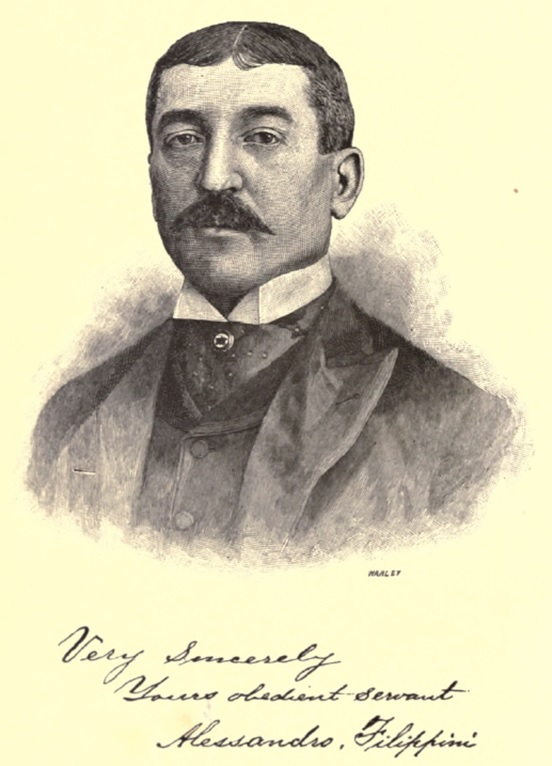
Alessandro Filippini (1889)

Alessandro Filippini (* 31. Dezember 1849 in Airolo, Tessin; † 8. Dezember 1917 in New York City) war ein Schweizer Koch und Kochbuchautor.

## Leben
Nach einer Ausbildung in Lyon war Filippini von 1866 bis 1891 in verschiedenen Funktionen, unter anderem als Restaurantleiter wie auch als Küchenchef, in den berühmten Delmonico’s Restaurants in New York City tätig, einem Gastronomieimperium, welches 1827 durch die Gebrüder Giovanni (John) und Pietro (Peter) Delmonico gegründet worden war, ebenfalls Auswanderer aus dem Tessin in der Schweiz. Filippini war der erste, der ab 1855 begann, die Rezepte der Delmonico-Gerichte systematisch zu sammeln. Er veröffentlichte diese 1889 im Verlag von Mark Twain unter dem Titel The Table – The Delmonico Cook Book. Weitere Kochbücher aus seiner Feder sind One Hundred Ways of Cooking Eggs (1892), One Hundred Ways of Cooking Fish (1892), One Hundred Desserts (1893) und The International Cook Book (1906).
Filippinis Leben und Werk blieben unerklärlicherweise lange weitgehendst unerforscht, im Gegensatz zu seinem aus Frankreich stammenden Kollegen Charles Ranhofer, ebenfalls Küchenchef bei Delmonico’s. Erst 2017, zum 100. Todestag von Filippini, und im Februar 2018 in der Tessiner Zeitung erschien eine auf Primärquellen basierende erste biografische Skizze.

## Veröffentlichungen
- The Table – The Delmonico Cook Book (1889)
- One Hundred Ways of Cooking Eggs (1892)
- One Hundred Ways of Cooking Fish (1892)
- One Hundred Desserts (1893)
- The International Cook Book (1906)